# Îlet Petit Dupré
L'Îlet Petit Dupré est un îlot inhabité de la presqu'île de Sainte-Anne en Martinique. Il appartient administrativement au Marin et est situé dans le quartier de la Duprey.
Cet îlet, entouré de mangrove et relié à la terre par une passerelle d'une soixantaine de mètres, est parfois confondu avec l'îlet Duquesnay situé à 340 m au sud. Une chapelle en occupe le centre.